# Liste der Kulturdenkmäler in Bretthausen
In der Liste der Kulturdenkmäler in Bretthausen sind alle Kulturdenkmäler der rheinland-pfälzischen Ortsgemeinde Bretthausen aufgeführt. Grundlage ist die Denkmalliste des Landes Rheinland-Pfalz (Stand: 21. Dezember 2021).

## Einzeldenkmäler
| Bezeichnung           | Lage               | Baujahr                            | Beschreibung                                                 | Bild                           |
| --------------------- | ------------------ | ---------------------------------- | ------------------------------------------------------------ | ------------------------------ |
| Brunnen               | Brunnenstraße Lage | zweite Hälfte des 19. Jahrhunderts | gusseiserner Laufbrunnen, zweite Hälfte des 19. Jahrhunderts | weitere Bilder Fotos hochladen |
| Dorfgemeinschaftshaus | Hauptstraße 6 Lage | um 1920/30                         | ehemalige Schule; Heimatschutzbewegung, um 1920/30           | Fotos hochladen                |